# Mojca Suhadolc
Mojca Suhadolc (Lubiana, 7 gennaio 1975) è un'ex sciatrice alpina slovena.

## Biografia

### Stagioni 1992-1999
Originaria di Nauporto e specialista del supergigante, ma in grado di gareggiare a buoni livelli anche in discesa libera e in slalom gigante, Mojca Suhadolc debuttò in campo internazionale ai Mondiali juniores di Maribor 1992, dove vinse la medaglia d'argento nella combinata. In Coppa del Mondo ottenne il primo piazzamento di rilievo il 12 dicembre 1992 nella discesa libera di Vail, giungendo 19ª; nella stessa stagione esordì anche ai Campionati mondiali e nella rassegna iridata di Morioka fu 22ª nella discesa libera, 18ª nel supergigante e 9ª nello slalom gigante.
Il 7 dicembre 1995 a Val-d'Isère salì per la prima volta sul podio in Coppa del Mondo, arrivando 3ª nel supergigante vinto dall'austriaca Alexandra Meissnitzer. Il giorno successivo, in slalom gigante, riuscì a migliorarsi conquistando il 2º posto a 23 centesimi di secondo dalla tedesca Martina Ertl. Nel febbraio successivo partecipò ai Mondiali della Sierra Nevada, classificandosi 23ª nella discesa libera, 22ª nel supergigante e 15ª nello slalom gigante, e l'anno dopo ai Mondiali di Sestriere 1997 non concluse né il supergigante né lo slalom gigante. Al debutto olimpico, Nagano 1998, la Suhadolc fu 24ª nel supergigante, mentre ai Mondiali di Vail/Beaver Creek 1999 si classificò 21ª sia nella discesa libera, sia nel supergigante.

### Stagioni 2000-2005
Il 28 novembre 1999 conquistò la sua unica vittoria di carriera in Coppa del Mondo, nel supergigante disputato sulle nevi di Lake Louise, e il 27 febbraio dell'anno seguente a Innsbruck ottenne l'ultimo podio, nel supergigante vinto da Renate Götschl. Ai Mondiali di Sant Anton am Arlberg 2001 fu 7ª nella discesa libera (suo miglior piazzamento iridato in carriera), 23ª nel supergigante e 18ª nello slalom gigante.
Dopo aver ancora preso parte ai XIX Giochi olimpici invernali di Salt Lake City 2002 (28ª nella discesa libera, 21ª nel supergigante), si ritirò dalle competizioni durante la stagione 2004-2005: la sua ultima gara in Coppa del Mondo fu lo slalom gigante di Maribor del 22 gennaio, che non portò a termine, mentre la sua ultima gara in carriera fu il supergigante dei Mondiali di Bormio/Santa Caterina Valfurva, che chiuse al 29º posto.

## Palmarès

### Mondiali juniores
- 1 medaglia:
  - 1 argento (combinata a Maribor 1992)

### Coppa del Mondo
- Miglior piazzamento in classifica generale: 16ª nel 2000
- 5 podi (1 in discesa libera, 3 in supergigante, 1 in slalom gigante):
  - 1 vittoria
  - 1 secondo posto
  - 3 terzi posti

#### Coppa del Mondo - vittorie
| Data             | Località    | Paese  | Specialità |
| ---------------- | ----------- | ------ | ---------- |
| 28 novembre 1999 | Lake Louise | Canada | SG         |

Legenda:

SG = supergigante

### Coppa Europa
- 2 podi (dati dalla stagione 1994-1995):
  - 2 secondi posti

### Campionati sloveni
- 9 medaglie (dati parziali fino alla stagione 1994-1995)[2]:
  - 7 ori (combinata nel 1991; discesa libera, supergigante nel 1993; discesa libera, supergigante nel 1995; supergigante nel 1997; discesa libera nel 2000)
  - 2 bronzi (slalom gigante nel 2002; slalom gigante nel 2004)